# Міран Мубарак-хан
Міран Мубарак-хан (урду میران مبارک خان; д/н — 1457) — 3-й султан Хандешу у 1441—1457 роках.

## Життєпис
Син Мірана Аділ-хана I. Посів трон 1441 року. Загалом продовжив політику попередника, зберігаючи вірність Гуджаратському султанату. Разом з тим протистояння того з Малавським султанатом в середини 1440-х років послабило сюзерена, внаслідок чого залежність Хандешу стала загалом номінальною.
Двічі вирушав проти князівства Бангала, яка за часів його попередників знову здобула самостійність. Вдалося відновити владу над цією державу та загалом зміцнити авторитет монарха.
Помер Міран Мубарак-хан 17 травня або 5 червня 1457 року, був похований у Талнері. Спадкував владу його син Міран Аділ-хан II.